# Fantasm
Pour les articles homonymes, voir Fantasme.
Pour plus de détails, voir Fiche technique et Distribution.
Fantasm est un film australien réalisé par Richard Franklin, sorti en 1976. 
Fantasm est un film à sketchs.

## Synopsis
Le professeur Jurgen Notafreud explore les dix fantasmes sexuels féminins les plus courants.

## Fiche technique
- Titre : Fantasm / World of Sexual Fantasy
- Réalisation : Richard Franklin (crédité comme Richard Bruce)
- Scénario : Ross Dimsey, Antony I. Ginnane
- Producteur : Antony I. Ginnane
- Production : Australian International Film Corp. (AIFC)
- Distributeur :
- Musique :
- Pays d'origine :  Australie
- Langue d'origine : anglais
- Lieux de tournage : Los Angeles, Californie, États-Unis
- Genre : Comédie érotique
- Durée : 1 h 30
- Date de sortie :
  -  Australie : 16 juillet 1976

## Distribution
- Fruit Salad
  - Maria Welton : Imogene
  - John Holmes : Neptune
- The Girls / Lesbianism in a Sauna
  - Uschi Digard : Super Girl
  - Mara Lutra : Francine
- Mother's Darling
  - Candy Samples (it) : Belle (créditée comme Mary Gavin)
  - Gene Allan Poe : Son
- Nightmare Alley
  - Rene Bond : Felicity (créditée comme René Bond)
  - Al Williams : Rapist
- Blood Orgy
  - Serena : Zelda
  - Robin Spratt : Female Satanist
  - Lyman Britton : Satanist 1
  - Thomass Blaz : Satanist 2
  - Gary Dolgin : Satanist 3
  - Mitch Morrill : Satanist 4
  - William Wutke : Satanist 5
  - Kirby Adams : Satanist 6
  - Clement von Franckenstein : High Priest (crédité comme Clement St. George)
- After School
  - Roxanne Brewer : Harriet (créditée comme Sue Doloria)
  - Al Ward : le professeur (crédité comme Al Wood)
- Card Game
  - Maria Arnold : Barbara
  - Helen O'Connell : Girl 1
  - Wendy Cavanaugh : Girl 2 (créditée comme Wendy Cavenaugh)
  - Kirby Hall : Husband
  - William Margold (en) : Host
  - Robert Savage : Other Man
- Wearing the Pants
  - Gretchen Rudolph : Gabrielle (créditée comme Gretchen Gayle)
  - Con Covert : Intruder
- Beauty Parlour
  - Dee Dee Levitt : Abby
  - John Green : Manicurist
  - Stan Stratton : Hairdresser
  - Sam Compton : Barber
- Black Velvet
  - Shayne : Celeste
  - Richard Partlow : Client 1 (crédité comme Rick Partlow)
  - Sam Wyman : Client 2
  - Paul Wyman : Client 3